# FC 빌-비엔

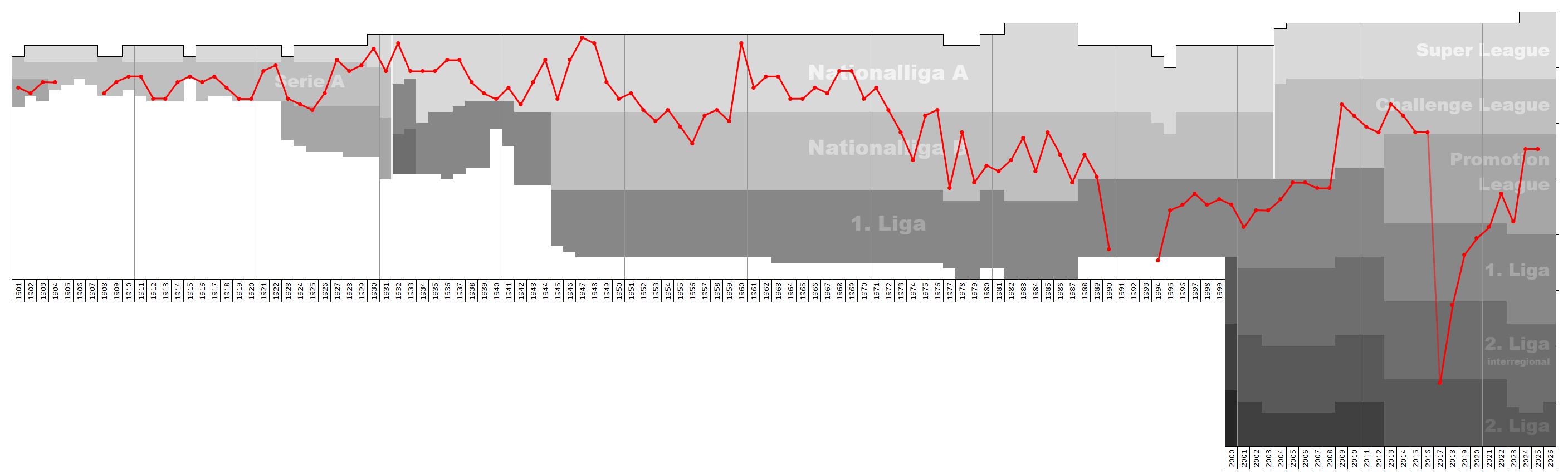
FC 빌-비엔의 역대 시즌 순위 차트

FC 빌-비엔(FC Biel-Bienne)은 빌/비엔을 연고로 하는 스위스의 축구 클럽이다. 현재 스위스 프로모션리그에 참가하고 있다.

## 성적
- 스위스 슈퍼리그 1회 우승 (1947), 2회 준우승 (1948, 1960)
- 스위스컵 1회 준우승 (1961)

## 선수 명단

### 현역
참고: FIFA 자격 규정에 따라 소속된 국가대표팀 국기를 표시합니다. 선수는 복수의 FIFA 비회원국 국적을 가지고 있을 수 있습니다.
| 번호 | 포지션 | 국적             | 이름             |
| ---- | ------ | ---------------- | ---------------- |
| 8    | MF     | 콩고 민주 공화국 | 얀 마솜보        |
| 14   | FW     | 카메룬           | 로이크 소카 봉게 |

| 번호 | 포지션 | 국적 | 이름              |
| ---- | ------ | ---- | ----------------- |
| 93   | FW     |      | 압둘라예 쿨리발리 |

## 역대 감독
| 감독        | 임기        |
| ----------- | ----------- |
| 유프 데어발 | 1959 ~ 1961 |

틀:FC 빌-비엔 선수 명단